# Alfred Corbiaux
Alfred Corbiaux (Namen, 16 augustus 1919 - 2005) was een Belgisch kajakker.

## Levensloop
Corbiaux vertegenwoordigde België op de Olympische Spelen van 1948 te Londen. Hij werd er achtste in de eindstand van de K1 10000 meter.